# Hellsau
Hellsau är en ort och kommun i distriktet Emmental i kantonen Bern, Schweiz. Kommunen har 209 invånare (2023).